# معركة عدوة
معركة عدوة وقعت يوم 1 مارس 1896م عندما حاولت إيطاليا غزو إثيوبيا في محاولة للتحكم بمدخل البحر الأحمر بعد أن استولت بريطانيا على قناة السويس قبلها بعام.
استعان الأثيوبيون بأسلحة إنجليزية الصنع وبضباط إنجليز متقاعدين لتدريب القوات. كانت هزيمة مدوية للعسكرية الإيطالية أذهلت العالم كله.

## أهم النتائج
1. كانت لهذة المعركة أهمية كبرى في الصراع بين القوى الاستعمارية على أفريقيا حيث كفلت سيادة بريطانية شبه كاملة على البحر الأحمر وشرق أفريقيا دون منغصات حقيقية من المنافسين.
2. كفلت التوازنات السياسية بعد الحرب استقلالاً فريداً من نوعه لإثيوبيا إذ كانت الدولة الوحيدة (إلى جانب ليبريا المحافظة على استقلالها في أفريقيا وقتئذ) إلى أن غزتها بريطانيا بعد ذلك بعقود.
3. كانت عدوة أول هزيمة عسكرية مؤثرة لقوة استعمارية أوروبية على يد قوة غير أوروبية منذ بدأ الأستعمار، وقد أثرت كثيراً على معنويات سكان المستعمرات حيث قضت على أسطورة أن الأوربي لا يقهر ما ألهب الشعور الوطني لدى الشعوب المحتلة أراضيها وأعطاهم الإنطباع بأن المقاومة ممكنة والتحرير ممكن.
4. أظهرت عدوة الحجم الحقيقي لإيطاليا كقوة استعمارية ما دفعها للتخلي عن كثير من أحلامها الأفريقية والاكتفاء بفتات المائدة.
5. استقالة رئيس الوزراء الإيطالي فرانشيسكو كرسبي بعد سماعه أنباء هذه المعركة يوم 10 مارس.